# Légi hadviselés a második világháborúban

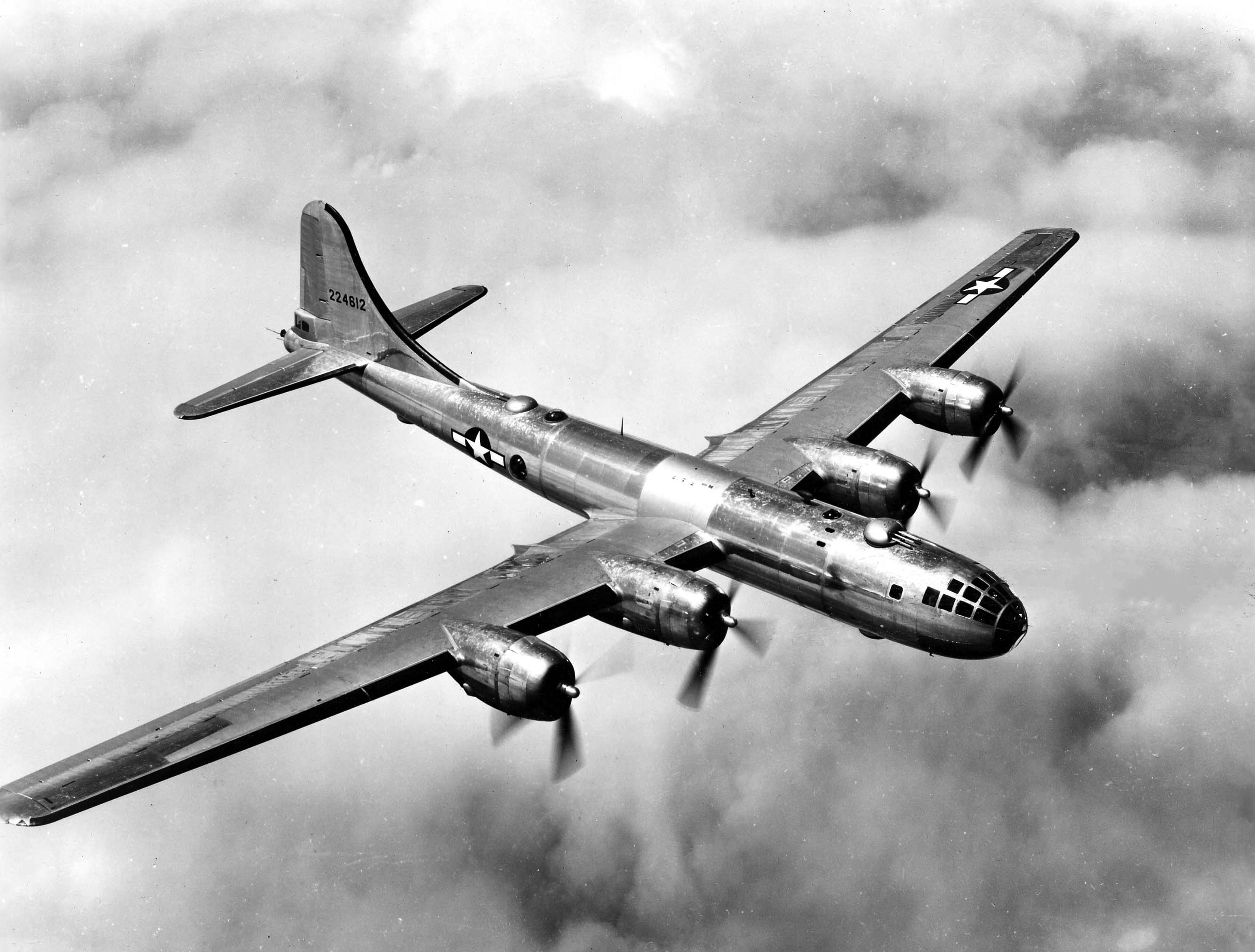
Egy amerikai B-29-es nagy hatótávolságú bombázó

A légi hadviselés a második világháború minden hadszínterén fontos szerepet játszott, és a légvédelemmel együtt a hadviselő felek ipari termelésének nagy részét lekötötte. Németország és Japán inkább a földi és tengeri haderővel szorosan együttműködő légierőt vetett be; nem fektettek hangsúlyt a stratégiai bombázásra és nem ismerték fel időben a bombázók elleni védelem jelentőségét. Nagy-Britannia és az Amerikai Egyesült Államok ezzel szemben nagy hangsúlyt fektetett a stratégiai bombázásra, és kevésbé alkalmazta a légierőt a földi csapatok támogatására. Mindkét szövetséges hatalmas, nagy hatótávolságú bombázókból álló légierőt épített ki, amely a légi hadviselést az ellenség légterébe vitte át. Ezzel párhuzamosan taktikai légierőt alkalmaztak a csatatereken a földi erők támogatására. Nagy-Britannia, az Egyesült Államok és Japán is erősen támaszkodott a repülőgép-hordozókra, amelyeknek központi szerepük volt a tengeri hadviselésben.

## Háborús előkészületek
Az első világháború után a repülés jelentős fejlődésen ment keresztül, ami alapjaiban megváltoztatta a légi hadviselés feltételeit. 1939 előtt mindkét félnek csak elméleti elgondolásai voltak a légi hadviselésről. A felkészülésben nagy szerepet játszott a légi technika, mivel sokan úgy gondolták, hogy légi bombázással háborút lehet nyerni. Az amerikaiak úgy gondolták, hogy az általuk kifejlesztett Boeing B-17 Flying Fortress bombázóval egész pontosan elérik a célpontokat, miközben a japánok is azt hitték, hogy a világ legjobb haditengerész pilótáit képezték ki.

## Légierők

### Németország: a Luftwaffe

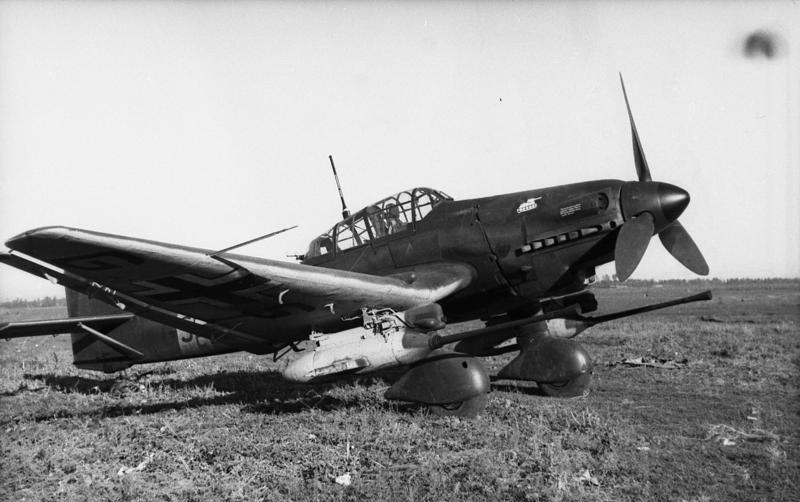
Német Junkers Ju 87 Stuka zuhanóbombázó

A náci Németország büszkesége, a Luftwaffe Hermann Göring vezetése alatt új légicsata-technikákat fejlesztett ki a spanyol polgárháborúban. Hitler a légierőt mindent eldöntő harci stratégiai fegyvernek tartotta. Az irányítatlan bombázás pontatlanságát látva a fejlesztés a zuhanóbombázók és középnehéz bombázók felé irányult. A stratégia nehézbombázók fejlesztése teljesen lekerült a napirendről, és csak jóval később, az amerikai és angol nehézbombázók sikereit látva kezdtek újra foglalkozni ezekkel. A háború elején, 1939-1941 között a német légierő jól szerepelt; a Stuka zuhanóbombázói megfélemlítették az ellenfél gyalogságát. A légierőt azonban rosszul koordinálták össze a német stratégiával, és a gépállomány soha nem érte el a kívánt méretet, köszönhetően a hadiüzemek légierő gyártás területén fellelhető gyenge kapacitásának. A Luftwaffe gyenge radar technikával rendelkezett, ezen kívül a jól sikerült fejlesztések csak későn kapcsolódtak be a háborúba: a Messerschmitt Me 262-es vadászgép 1944 júliusában, a pehelykönnyű Heinkel He 162 pedig a háború utolsó hónapjaiban.

### Nagy-Britannia: a Brit Királyi Légierő

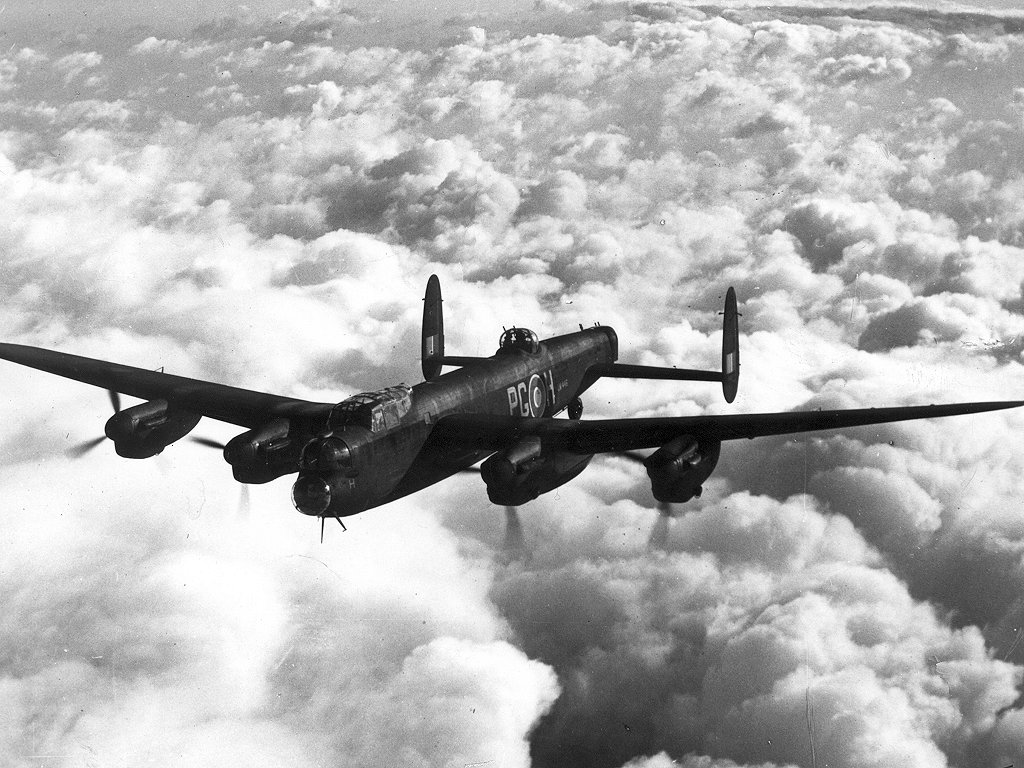
Brit Avro Lancaster nehézbombázó

A Brit Királyi Légierő a náci Németország felől érkező fenyegetést érzékelve nagyfokú fejlesztésbe kezdett: az 1934-es 800 gépről 1939-re 3700 repülőgépre emelték a légierő állományát, mindemellett számos új repülőteret és egységet hoztak létre. Nagy hangsúlyt fektettek a stratégiai bombázásra, így már a háború elején olyan gépekkel rendelkeztek, mint például a Handley Page Halifax. A légierő irányítása és a légvédelem a frissen fejlesztett radarok és kommunikációs központok segítségével történt.
Az újraszervezett Luftwaffe éjszakai vadászrendszer 1943-tól komoly veszteségeket okozott, emellett sikertelen volt a Berlin lerombolására tett kísérlet is. Ezen okok miatt 1944 tavaszától a brit bombázó osztagokat Eisenhower közvetlen irányítása alá helyezték, ahol az Overlord Invázió előkészítésében szerves részt vállaltak.

### Szovjetunió: a Vörös Hadsereg

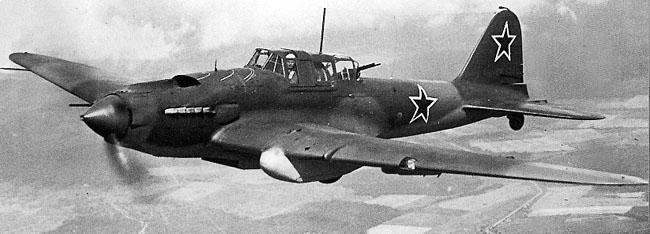
Szovjet Il 2 Sturmovik – a világtörténelem legnagyobb számban gyártott harci repülője

A Vörös Hadsereg az 1929-től folyó sztálini tisztogatásoktól meggyengülve, személyzetben és technikailag felkészületlenül állt a második világháború elé. Mindezt tetézte, hogy Sztálin – bízva a Németországgal kötött „kölcsönös baráti szerződésben” – a titkosszolgálat egyre szaporodó figyelmeztetései ellenére sem készült fel a háborúra.
A német invázió során a Luftwaffe néhány nap alatt 2000 szovjet repülőgépet semmisített meg, többségüket a földön. Ezután a Szovjetunió az alapokról építette újra légierejét, és olyan sikeres gépekkel jelent meg, mint az Il-2 Sturmovik. A szovjet légierő elsősorban a földi csapatai támogatását tűzte ki célul, és ezt a nagy mennyiségben gyártott vadászbombázói sikeresen meg is valósították.

## Stratégia és technológia
A szövetséges erők a csendes-óceáni hadszíntéren 1943-ban, Európában pedig 1944-ben döntő légi fölényre tettek szert. Ez azt jelentette, hogy a szövetséges erők szabadon keresztüljuttathatták az utánpótlást a frontvonalakhoz. Ennek a döntő légi fölénynek köszönhető, hogy a szövetségesek a háború utolsó éveiben kedvük szerint csoportosíthatták át csapataikat és túlerőt biztosíthattak az ellenféllel szemben.

### A szövetségesek stratégiája
Nagy-Britannia és az Egyesült Államok légi hadviselése három pilléren nyugodott: a személyzet kiképzésén, a légierőt kiszolgáló logisztikán valamint a stratégiai bombázásra és légi fölényre épülő hadirányításon.

#### Kiképzés

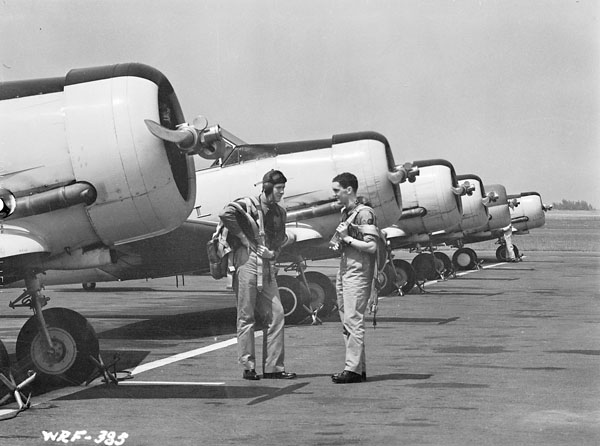
Kiképző és tanuló egy kanadai reptéren, 1941

A II. világháború kezdetén mind a japán, mind a német pilóták jobb kiképzésben részesültek, mint a szövetséges légierő pilótái. Ez az előny azonban fokozatosan elkopott, részben a német és japán légierő veszteségei, részben viszont a jobb amerikai és angol kiképzési rendszernek köszönhetően.
Az Egyesült Államok légierejében – legalábbis a csendes-óceáni hadszíntéren – szigorú rotációs rendszerben szolgáltak a pilóták: bizonyos fronton töltött idő után a visszatérő pilóták kiképzésen vettek részt és maguk is részt vettek újabb pilóták kiképzésében. Elméletben az európai fronton ugyanez a gyakorlat folyt, de a légierőben szolgáló katonák viszonylag kis része élte túl a 25 bevetést, ami után hazarendelték őket. Az 1938-ban indított polgári pilótakiképzési program is jó alapanyagot biztosított a harcászati pilótakiképzéshez.
Nagy-Britannia légierejét nagyban segítette a Nemzetközösségi Légi Kiképzési Program és a brit pilóták Észak-Amerikában folyó kiképzése. Ezekből a programokból nagyszámú jól képzett katonát kapott a Királyi Légierő.

#### Logisztika

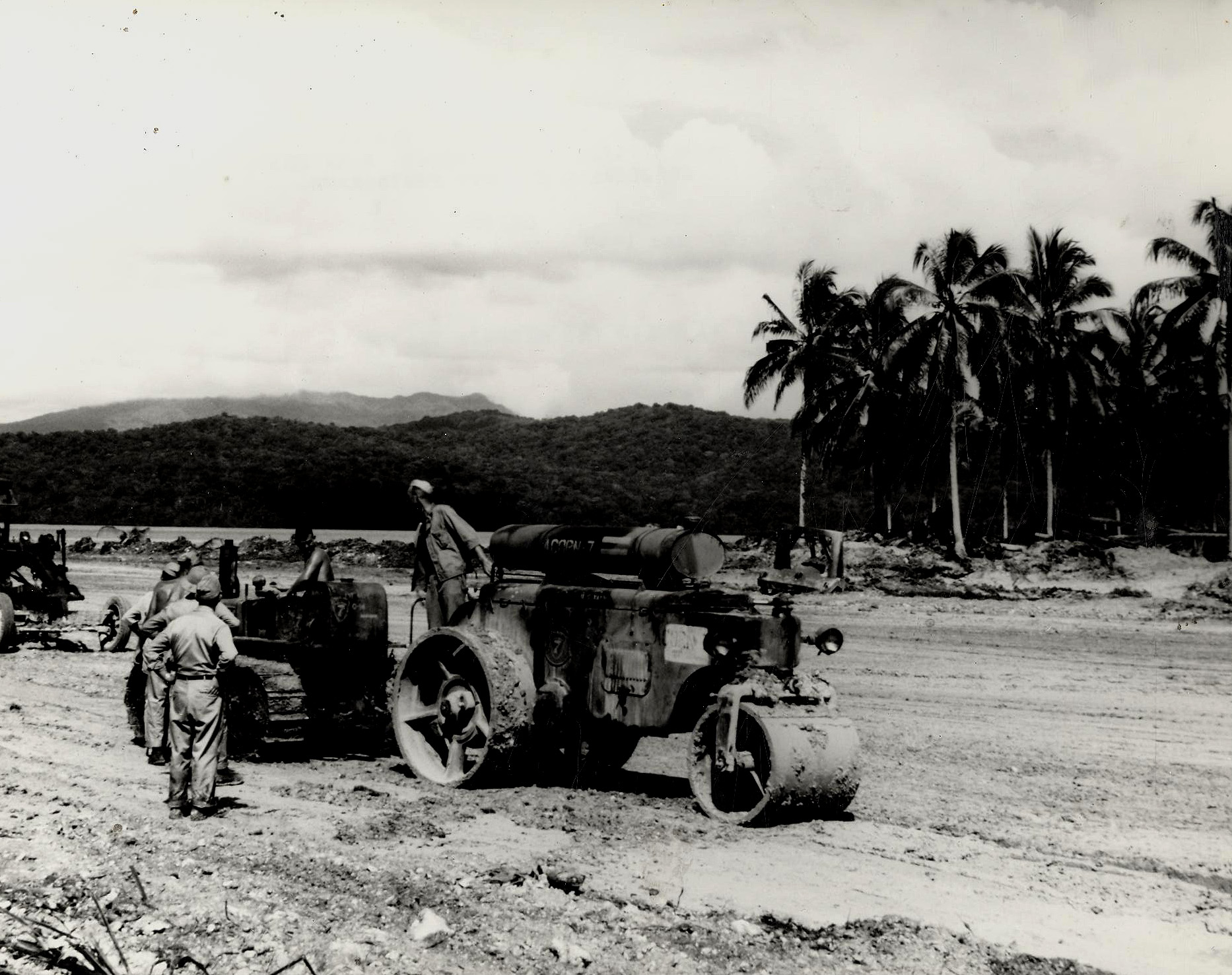
Tengerészeti utászok repteret építenek a Salamon-szigetek egyik pontján

A II. világháborúban a bombázók, de különösen a vadászgépek hatótávolsága korlátozott volt, ezért különösen fontos volt a légi támaszpontok logisztikája. Az Egyesült Államok külön egységet működtetett, amely mind embererőben, mind felszerelések terén megfelelően el volt látva a légi küldetések támogatására. Feladatukba tartozott a kifutópályák, hangárok, radarállomások és egyéb ellátó építmények létesítése és javítása. A hadsereg mozgását követve gyors ütemben nyitottak új reptereket.
Az egység teljesítményét jellemzi, hogy egy hét hónapos időszakban minden másnap új repteret nyitottak Észak-Afrikában. Az elfoglalt repterek javítása és átalakítása is a feladataik közé tartozott. Ez különösen a csendes-óceáni hadszíntéren volt nagy kihívás, mivel a frissen létesített japán repterek alacsony műszaki színvonalúak voltak és alapos átalakításra szorultak. Az így kialakított több mint 100 reptér jelentősen hozzájárult az amerikai hadsereg szigetről-szigetre terjeszkedő stratégiájához.

#### Taktika

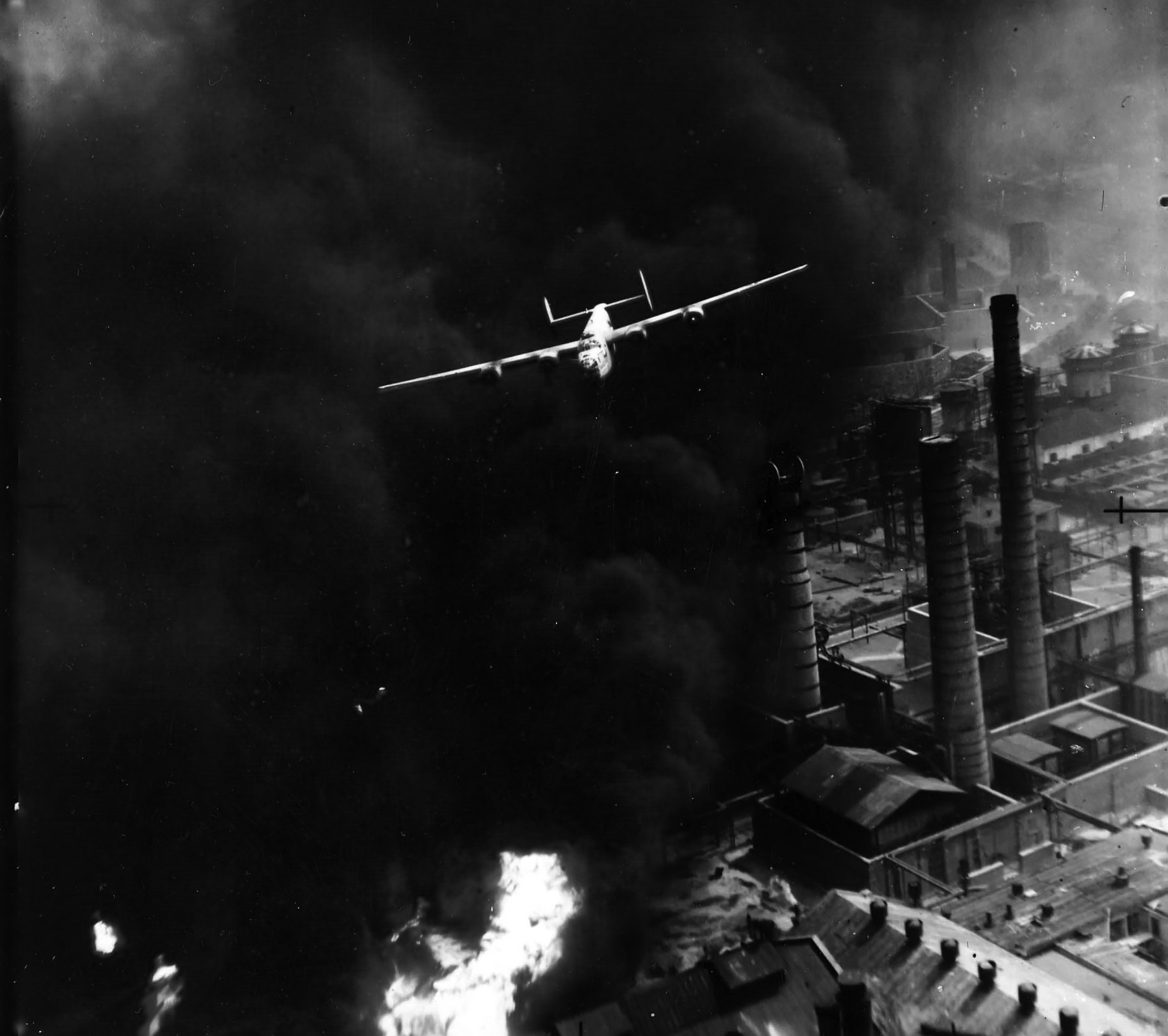
Amerikai B-24 Liberator olajfinomító bombázása közben 1943-ban

A nyugati szövetségesek taktikája a háború első éveiben a stratégiai bombázásra épült. A stratégiai bombázás célja, hogy az ellenfél ipari létesítményeinek, közlekedési infrastruktúrájának vagy – akár polgári célpontok támadásával – moráljának lerombolásával érjenek el győzelmet. A nyugati szövetségesek már a II. világháború előtt felismerték a stratégiai nehézbombázók szerepét. Az amerikai B–17 Flying Fortress, a brit Avro Lancaster és más négymotoros nehézbombázók nagy mennyiségű, többnyire irányítatlan bombát dobtak a célra. A német és japán légierő ezzel szemben jórészt kétmotoros bombázókat használt, amelyek jóval kevesebb terhet tudtak szállítani. A nyugati szövetségesek nehézbombázói Európában nem voltak olyan sikeresek, mint a csendes-óceáni hadszíntéren. Az eredeti feltételezés, miszerint a nehézbombázó-köteléket képesek magukat megvédeni, hamisnak bizonyult, és az amerikai kötelékek jelentős veszteségeket szenvedtek. Ezen a helyzeten csak a kísérővadászok megjelenése és rendszeresítése változtatott.
1943-tól kezdődően a szövetségesek célja egyre inkább a döntő légi fölény megszerzése volt. Döntő légi fölény esetén az ellenség teljes légtere ellenőrzés alá kerül, ami lényegében szabad utat ad az ellenség hátországának stratégiai bombázásához, de lehetővé teszi a földi csapatok légi támogatását is. A döntő légi fölény elérésében fontos szerepe volt a vadászgépek folyamatos és rohamos fejlődésének. Már az angliai csatában a Hawker Hurricane demonstrálta, hogy a repülőgép nagyobb sebessége és jobb fordulékonysága döntő hatású a légi csaták kimenetében, az amerikai P–51 Mustang pedig döntő fölényt tett lehetővé. 1944-től a Mustangok pilótái a bombázók kísérése helyett kifejezetten a Luftwaffe gépeinek megsemmisítésére kaptak parancsot. A Mustang kötelékek jóval a bombázók előtt haladva tisztították meg a levegőt. Ez a taktikai változtatás igen sikeres volt, a Luftwaffe egyetlen hét alatt pilótái 17%-t veszítette el.
A szövetséges légierő harmadik – kevéssé kedvelt – feladata a földi támogatás volt. A földi csapatok támogatása során a légierő feladata az volt, hogy a földi erők által kijelölt célpontokat támadja, illetve az ellenség mozgását akadályozza. Ilyen feladatokat elsősorban 1944 nyarától kaptak a vadászbombázók. A légi támogatásnak kiemelt fontosságú szerepe volt a normandiai partraszállásnál. Az addigra megszerzett légifölénynek köszönhetően a Luftwaffe szerepe eddigre jóformán a saját reptereinek és infrastruktúrájának védelmére korlátozódott.

## Légi navigáció
A korban nem volt tökéletes a tájékozódás éjszaka, így fordulhatott elő, hogy az USAF Liberatorai például 1943 és 1945 között több alkalommal is bombázták tévedésből a semleges Svájcot.

## Kapcsolódó szócikk
- Magyarország bombázása a második világháborúban